# Neuer Friedhof in Zakopane

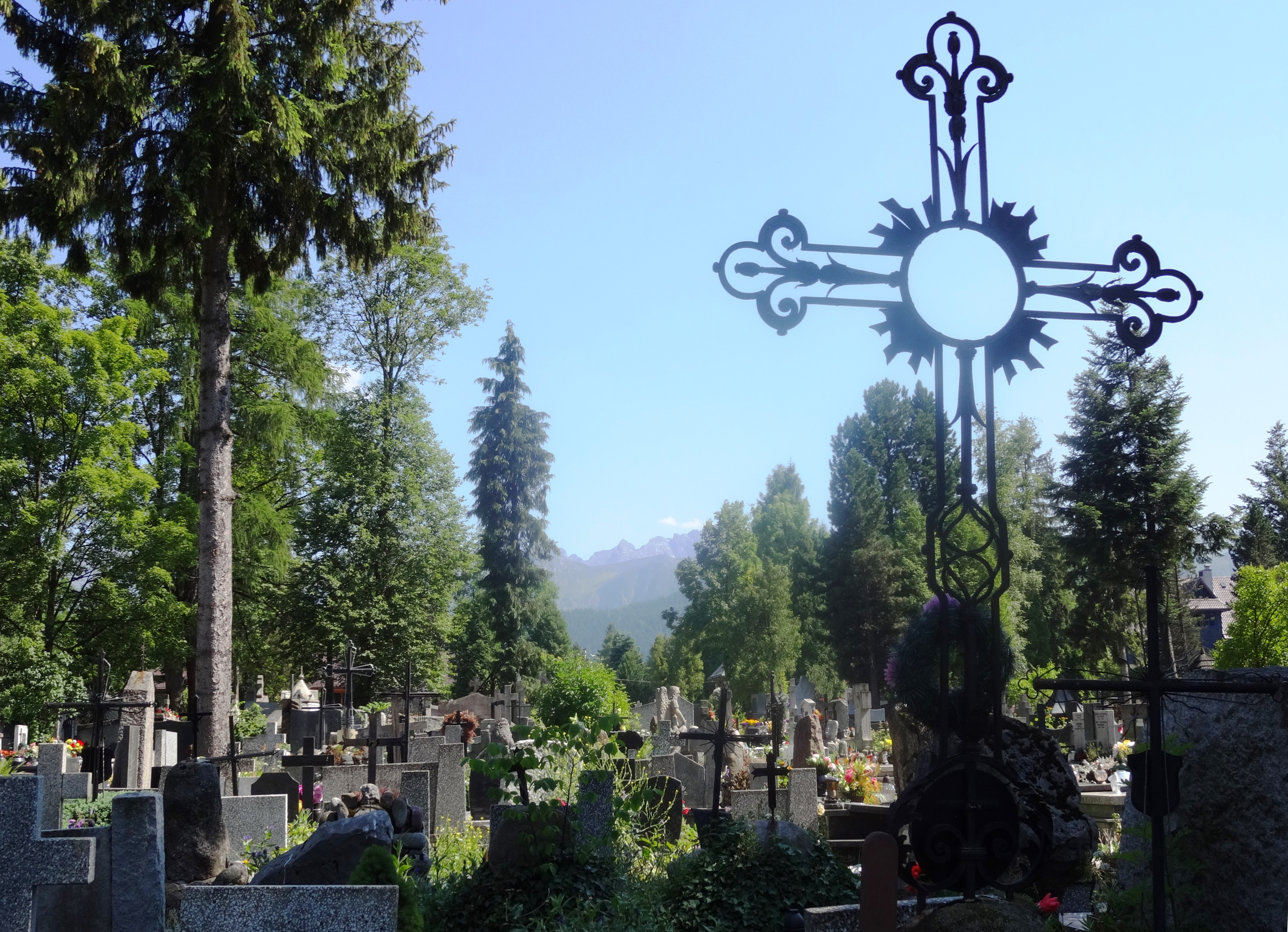
Südblick auf den Kościelec

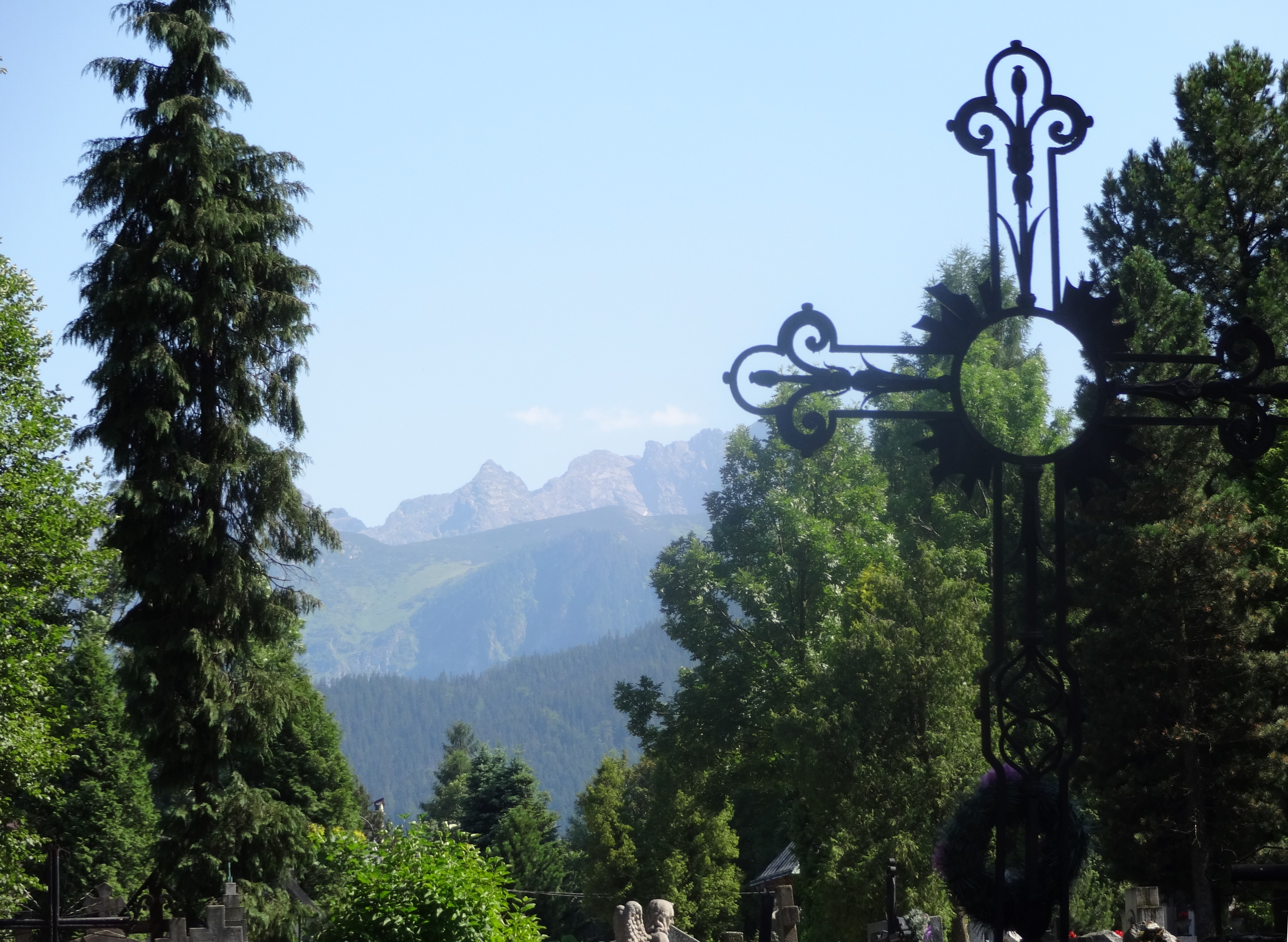
Südblick auf die Hohe Tatra

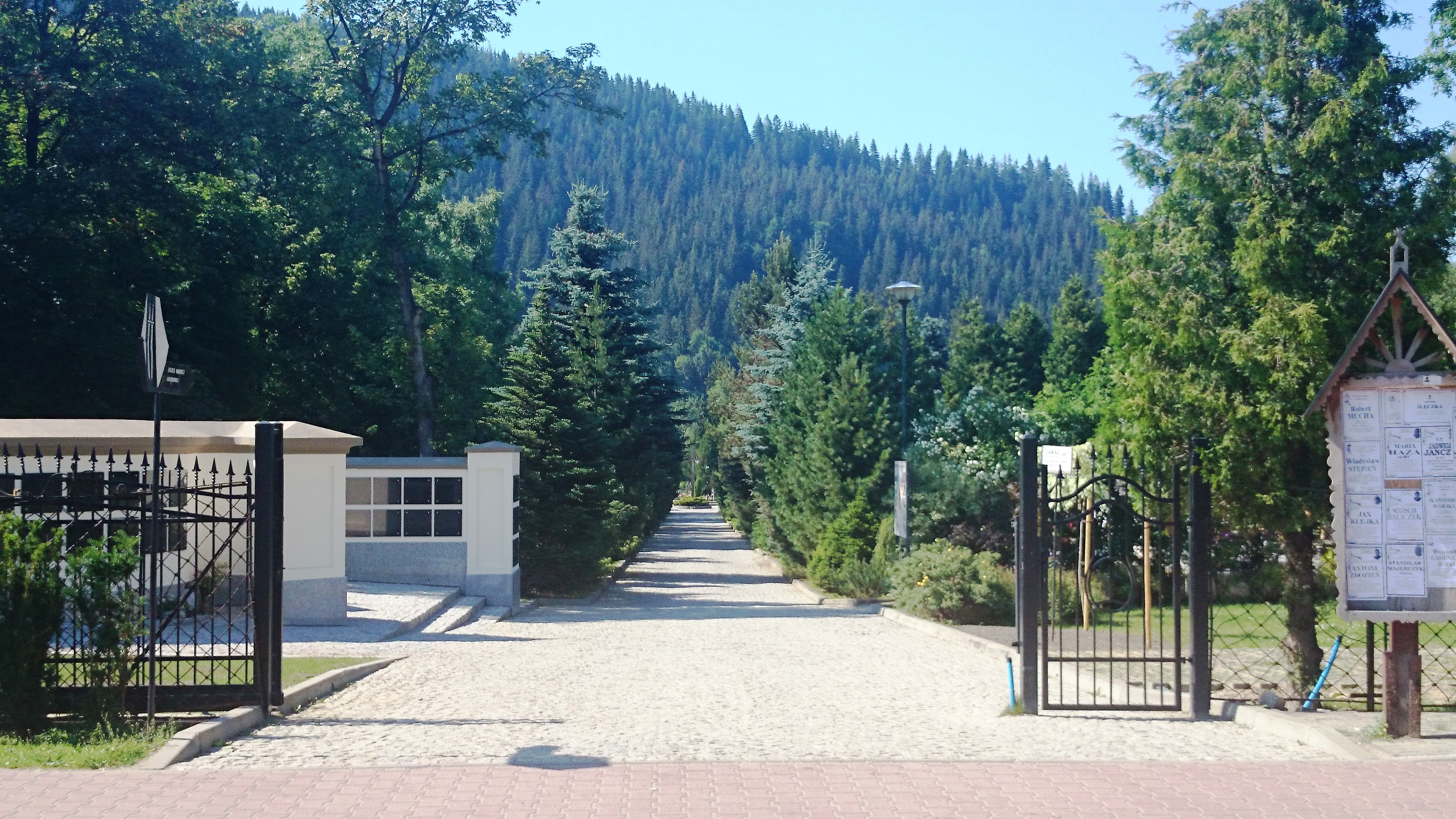
Eingang, Blick auf die Gubałówka

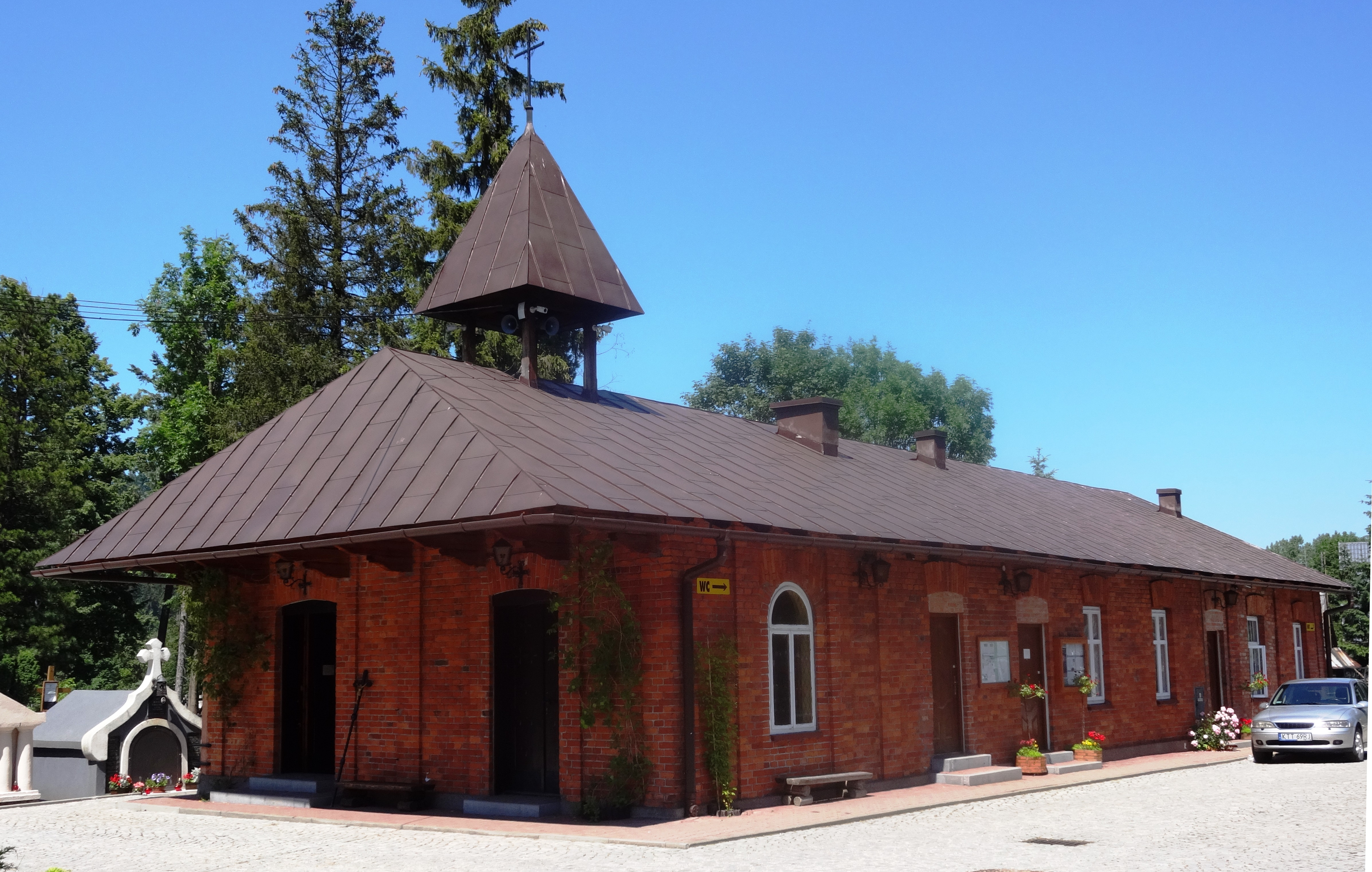
Friedhofskapelle

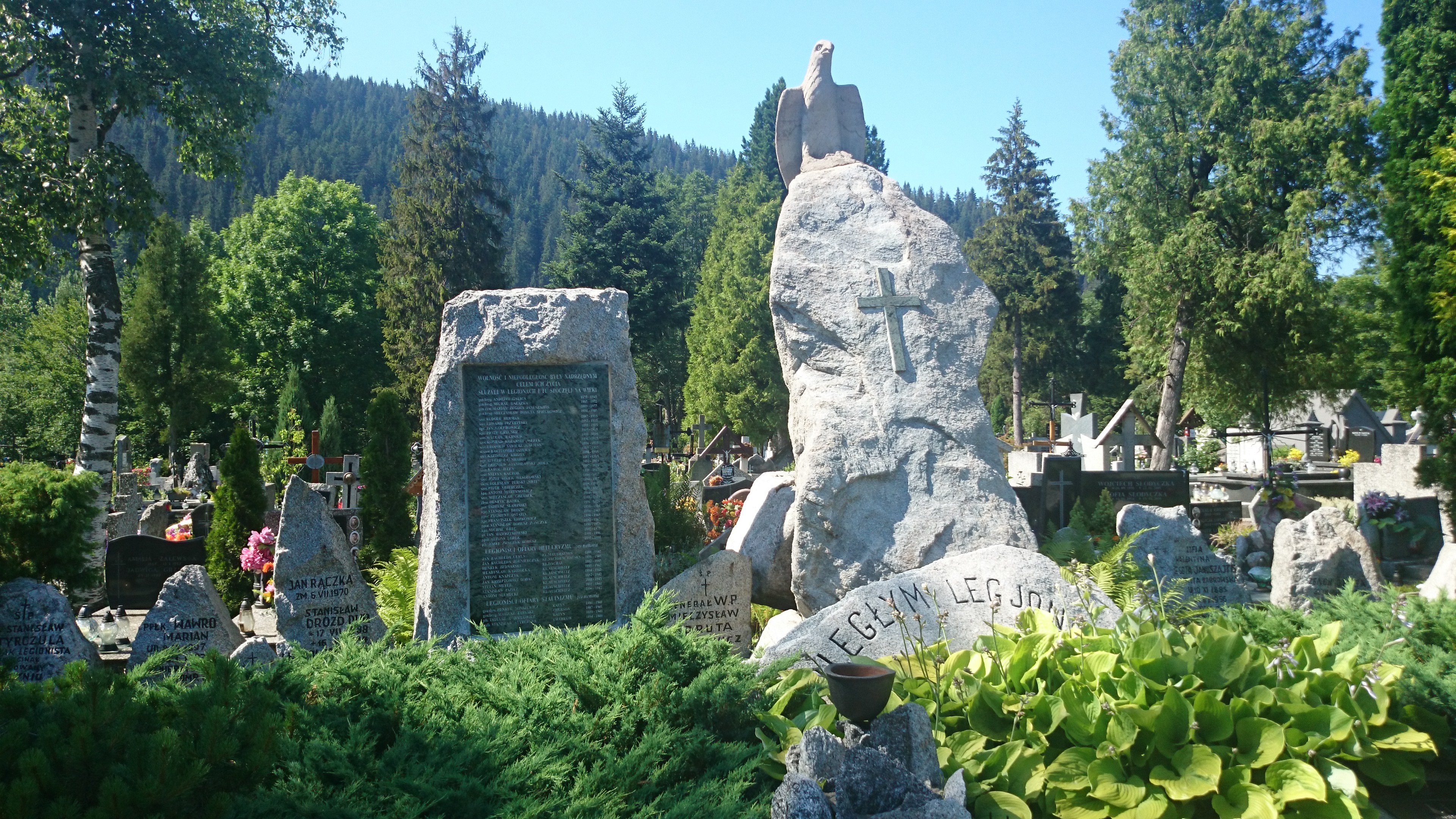
Soldatenfriedhof

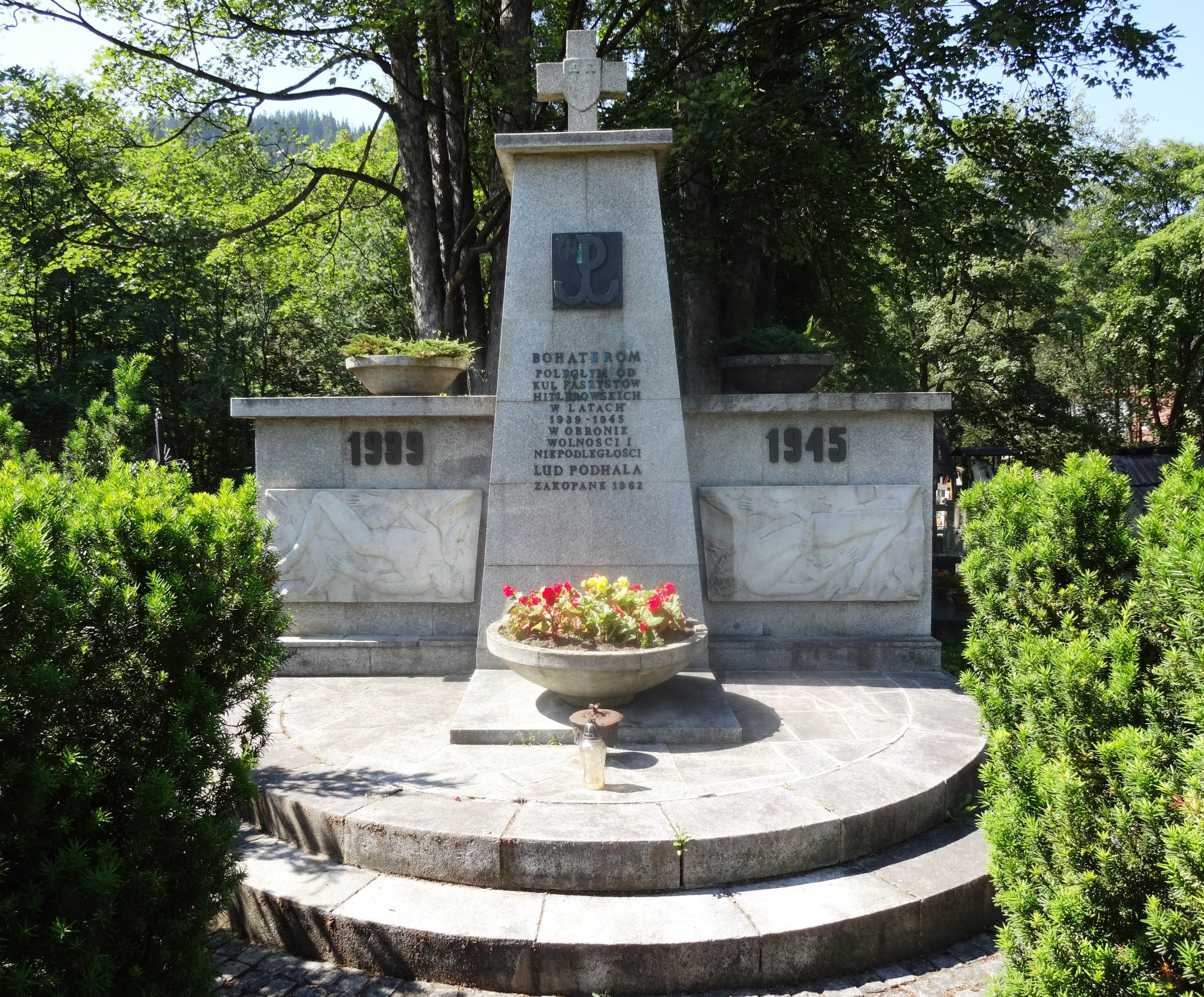
Mahnmal der Ermordeten 39–45

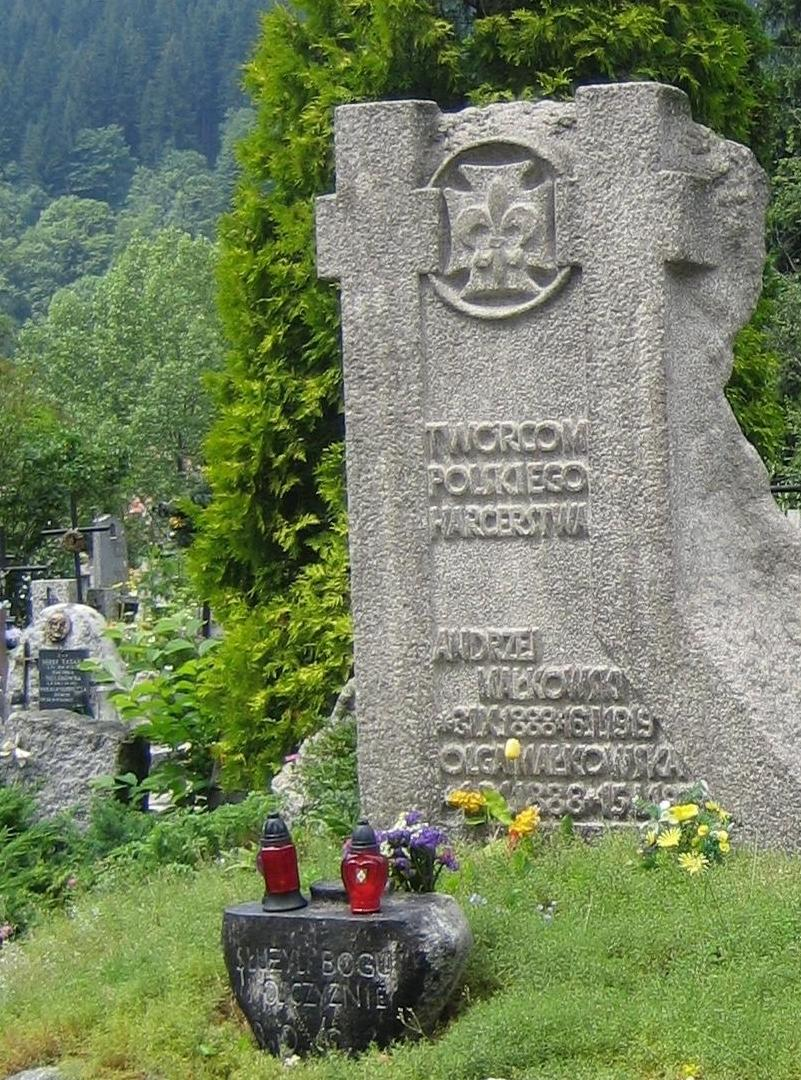
Pfadfindergrab

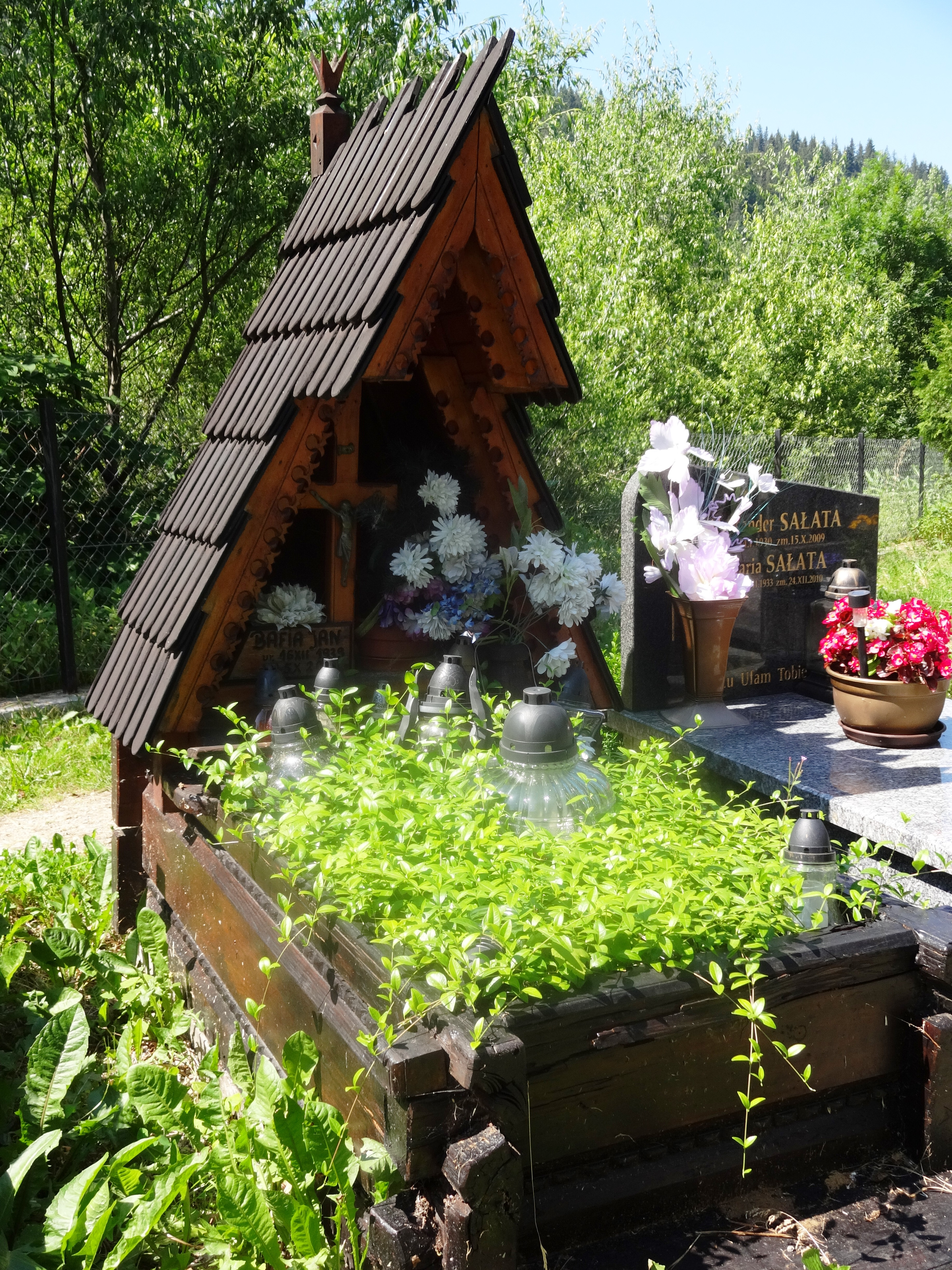
Grab im Zakopane-Stil

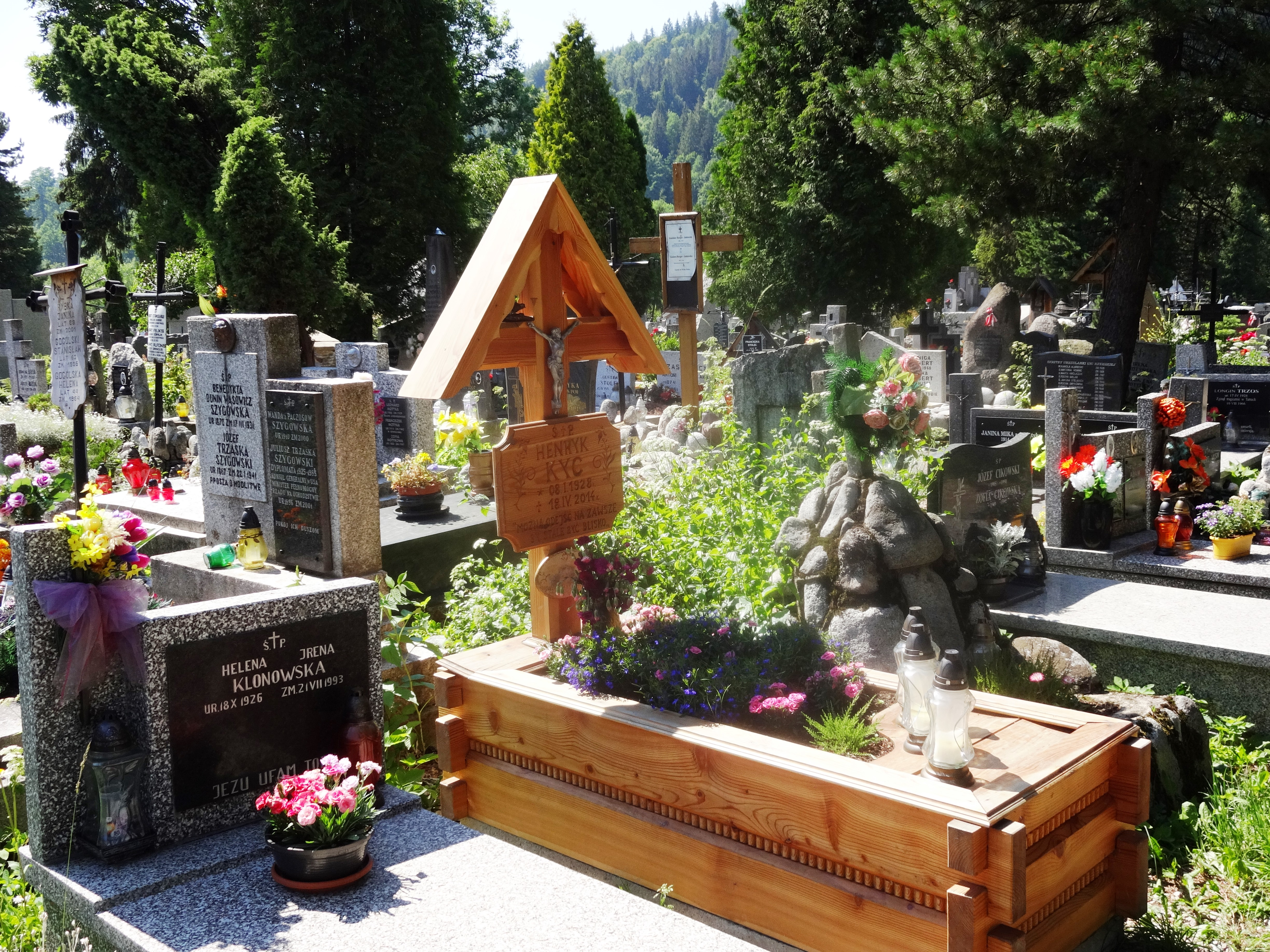
Grab im Zakopane-Stil

Friedhofsplan

Der neue Friedhof in Zakopane (polnisch: Nowy Cmentarz w Zakopanem) wurde 1908 eingerichtet.

## Geschichte
Der Entschluss, einen neuen Friedhof zu bauen, wurde 1904 gefasst, nachdem die Bestattungsplätze auf dem Alten Ehrenfriedhof ausgingen. Die erste Bestattung fand 1907 statt, der Friedhof wurde jedoch erst 1908 von Pfarrer Kazimierz Kaszelewski eingeweiht. Auf dem Friedhof befindet sich auch der Soldatenfriedhof Nr. 378 in Zakopane aus dem Ersten Weltkrieg, auf dem gefallene Soldaten der Polnischen Legionen, die aus der Region Podhale stammten, ihre letzte Ruhestätte fanden. Die Friedhofskapelle wurde 1924 errichtet. Der Friedhof wurde 1925 und 1986 vergrößert. Während des Zweiten Weltkriegs fanden Hinrichtungen auf dem Friedhof statt. Ein Mahnmal erinnert an die Opfer. Insgesamt sind ca. 25.000 Personen hier bestattet. Auf dem Friedhof gibt es Gräber von bedeutenden Personen, insbesondere Geistlichen, Künstlern, Schriftstellern, Musikern, Bergführern, Bergsteigern, Wintersportlern, aber auch von in der Tatra verunglückten Alpinisten. Häufig fanden Begräbnisse beliebter Zakopaner statt, an denen mehrere tausend Trauernde teilnahmen.

## Lage
Der Friedhof befindet sich im Zentrum Zakopanes. In unmittelbarer Nähe befindet sich die Straße Zakopianka an der Mündung des Gebirgsbachs Bystra in die Zakopianka.

## Gräber von bekannten Verstorbenen
Es ruhen hier unter anderen:
- Klemens Bachleda (VI-BC-14)
- Stanisław Barabasz (XV-BC-1)
- Krzysztof Berbeka (VI-BC-7)
- Wincenty Birkenmajer (XVI-4-19)
- Włodzimierz Błocki (XHl-CD-6)
- Mieczysław Boruta-Spiechowicz (XII-AB-1 Soldatenfriedhof)
- Wojciech Brzega (XVII-3-1)
- Tadeusz Brzozowski (XXI-AD-24)
- Franciszek Bujak (XX-CB-1)
- Józef Cukier (U-BA-1)
- Zefiryn Ćwikliński (XXII-CD-5)
- Janusz Domaniewski (XXV-2-5)
- Andrzej Galica (XIII-AB — Soldatenfriedhof)
- Michał Gałązka
- Izydor Gąsienica-Łuszczek
- Stanisław Gąsienica-Sieczka (V-BC-14)
- Jan Gąsienica-Szostak
- Anna Górska und Michał Górski (Vl-CD-9)
- Ruth Hale (XXI-AD bis-1)
- Marek Jackowski (Katakomben)
- Michał Jagiełło
- Marian Januszajtis-Żegota (XIII-AB – Soldatenfriedhof)
- Józef Januszkowski (XX-AD bis-11)
- Kazimierz Jarociński (V-3-8)
- Janusz Kotarbiński (XXII-BC-11)
- Stanisław Krzeptowski (VI-3-10)
- Jan Kula
- Jerzy Leporowski (VIII-5-3)
- Maksymilian Linda
- Tadeusz Litawiński (IV-BC-12)
- Iwan Łuckiewicz
- Eugeniusz Małaczewski (XXIV-AB-7)
- Olga Drahonowska-Małkowska (XIII-AB)
- Aleksander Mniszek-Tchorznicki
- Zdzisław Motyka (VIII-2-6)
- Bartłomiej Obrochta (XVII-4-2)
- Józef Oppenheim (X-2-3)
- Jadwiga Pierzchalanka (IV-13-14)
- Zofia de Pourbaix
- Karol Raczkowski
- Jan Ripper (XLIV-5-l)
- Jadwiga Roguska (XLIV-5-l)
- Wojciech Roj (młodszy) (XXV-AB-2)
- Wojciech Roj (starszy) (VII-BC-6)
- Zygmunt Rozwadowski
- Wit Maciej Rzepecki
- Kazimierz Schiele und Tadeusz Schiele (III-1-6)
- Helena Sikorska (XX-CD-6)
- Lida Skotnicówna (XXIX-AB-1)
- Marzena Skotnicówna (XXIX-AB-1)
- Katarzyna Smreczyńska (XVI-4-19)
- Mieczysław Szczuka (XII-5-6)
- Mieczysław Świerz (XXIX-AD-1)
- Antoni Święch (XXII-CD-3)
- Szymon Tatar (VII-4-6)
- Julia Tetmajerowa – Mutter von Kazimierz Przerwa-Tetmajer (VII-AB-3)
- Andrzej Tylka-Suleja
- Józef Uznański
- Franciszek Wagner (XIII-2-2)
- Alfred Whitehead
- Stanisław Zdyb (XXIV-CB-3)
- Julian Zubczewski (XX-CD-6)

## Andere Friedhöfe in Zakopane
- Alter Friedhof in Zakopane
- Jüdischer Friedhof in Zakopane
- Soldatenfriedhof Nr. 378 in Zakopane